# クリスティアン・ランタ
クリスティアン・ランタ（Kristian Ranta、1981年5月13日 - ）は、フィンランドのヘヴィメタルミュージシャン、実業家。ノーサーのギタリスト兼クリーンボーカリストとして著名。またフィンランドの企業メンドールの共同設立者の一人であり、元CEO。

## 略歴・人物
6歳の時にピアノを始める。ギターを弾くようになったのは15歳の時である。ノーサー加入以前はINSOMNIAというゴシックメタルバンドに在籍していた。2000年にメロディックデスメタルバンド、Requiemに加入。Requiemは同年にデモ、『Warlord』でスパインファーム・レコードと契約し、2001年にノーサー (Norther)と改名する。2002年1月に1stシングル『Released』、2月に1stアルバム『Dreams of Endless War』をリリースしデビュー。ノーサーでは、ペトリ・リンドロスとツインリードを組んでいた。また、2004年リリースのアルバム『Death Unlimited』からクリーンボーカルも務めるようになった。ノーサーでは多くの楽曲の作曲にも携わっている。初期はペトリ・リンドロスやツォーマス・プランマンとの共作が多かったが、後に単独での作曲が多くなった。また、作詞面でも半数近くの作詞を行っている。2007年のフィンランドの映画V2 – Jäätynyt enkeliの主題歌である『Frozen Angel』の作曲も行った。そしてバンドは同映画にダンテヘル役として出演した。
2003年には、チルドレン・オブ・ボドムのドラマー、ヤスカ・ラーチカイネンと共にサイドプロジェクトのパワーメタルバンド、Gashouse Gardenを結成。同年にデモをリリースするが、レーベル契約をすることは無く、2006年に活動を停止している。
また、クリスティアンはノーサーのメンバーであるツォーマス・プランマンとツォーマスの実弟のユッカ・プランマンと共にメンドールという糖尿病技術会社を共同で設立し、CEOに就いていたが、2016年4月時点で退任していた。その後、2017年1月にメンドールは2,390万ユーロもの負債を抱えてエスポー地裁に破産を申請、倒産している。
ノーサー加入時より黒髪のロングヘアであったが、2008年に金髪のショートヘアとなり大きくイメージチェンジした。
語学に堪能で、母語であるフィンランド語の他にスウェーデン語、英語、ドイツ語を話すことが出来る。

## ディスコグラフィー

### ノーサー
- 2002年 Released (Single)
- 2002年 Dreams of Endless War
- 2003年 Unleash Hell (Single)
- 2003年 Mirror of Madness
- 2004年 Spreading Death (Single)
- 2004年 Death Unlimited
- 2004年 Spreading Death (DVD Single)
- 2005年 Solution 7 (EP)
- 2006年 Scream (Single)
- 2006年 Till Death Unites Us
- 2007年 No Way Back (EP)
- 2008年 N
- 2010年 Break Myself Away (Digital Single)
- 2011年 Circle Regenerated

### Gashouse Garden
- 2003年 Demo